# Nue

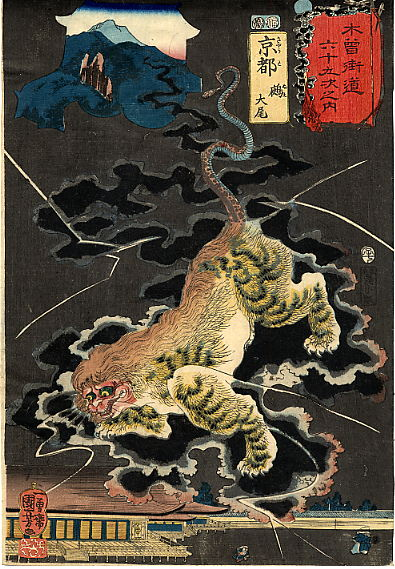
Kuniyoshi Utagawa, Taibi (The End), 1852. La pintura muestra a un nue descendiendo al palacio imperial en forma de nube negra.

El Nue (鵺?) es una criatura mitológica encontrada en el folclore japonés. 

## Descripción
Tiene la cabeza de un mono, el cuerpo de un tanuki, las patas de un tigre y una serpiente como cola. Un nue también puede transformarse en una nube negra para volar. Debido a su apariencia, también es común hablar de él como la quimera japonesa.
Los nue son portadores de mala suerte y de enfermedades. Según el cuento del Heike, el emperador de Japón llegó a enfermar después de que un nue resida encima de su palacio en el verano de 1153. Luego de que el samurái Minamoto no Yorimasa mató a la criatura, el emperador recobró su salud.
La historia más famosa que implica a un nue ocurre en el año 1153, en el palacio imperial en Kioto. El emperador Konoe comienza a tener pesadillas terribles cada noche, al punto de enfermar, y parece ser que la fuente es una nube oscura que aparece en la azotea del palacio cada noche a las dos de la mañana. El problema es solucionado finalmente por Yorimasa Minamoto, que sale hacia el tejado una noche, enciende una flecha y la clava en la nube, de la cual cae un nue muerto. Yorimasa entonces toma el cuerpo y lo arroja en el mar de Japón.
Una extensión local de la historia existe, en la cual el cadáver del nue flota en cierta bahía y los locales, temiendo una maldición, lo entierran.
Aún puede ser visto el lugar donde fue enterrado.

## Etimología
Nue es una vieja palabra y aparece en la más vieja literatura japonesa. Tempranamente aparece en el Kokiji (el primer libro japonés) y Wamyō Ruijushō (primer diccionario japonés).
La palabra se refirió a un pájaro conocido como tordo del Blanco.
En el siglo XIII, Heike Monogatari hace una referencia a esta criatura llamada nue. 
Además de tener cabeza de saru (mono), cuerpo de tanuki (mapache), las patas de tora (tigre), y la cola de hebi (serpiente), tiene la voz del tordo de Blanco. Alrededor 1435, Zeami escribió una canción de nue titulada: "El nue de los acontecimientos descritos en Heike".

## En la cultura popular
- En el juego Breath of Fire III , el primer jefe serio al que se enfrentan los protagonistas de la historia, es un Nue.
- En el anime Ova karas, el Nue es un yōkai enviado a Shinjuku, Japón, para derrotar a Eko.
- La banda japonesa Kagrra tiene un Nue en su álbum titulado Nue que contiene la canción "Nue no Naku Koro", así como Onmyouza en su álbum "Houyoku Rindou" (鳳翼麟瞳) la canción titulada "Nue".
- Un Nue aparece en el juego Megami Tensei como una clase de monstruo que el jugador puede pelear, reclutar e incluso crear si lo fusiona con otros monstruos.
- Un Nue aparece en la puerta al rey del castillo que sueña toda la noche en Sandman: The Dream Hunters.
- También Nue es el nombre de la espada de Arshes Nei en el manga/anime Bastard!! .
- En el manga / anime Bleach , Zabimaru se manifiesta en la forma de un Nue.
- En el juego para PlayStation 2 Genji: Dawn of the Samurai, uno de los monstruos es un Nue.
- En Touhou Project, Nue Houjuu es la Extra Boss de Undefined Fantastic Object.
- En el anime Ga-rei Zero, un Nue es el espíritu de la espada de Yomi.
- En el anime Boruto: Naruto Next Generations un Nue es la criatura de invocación de Sumire Kakei, y fue el llamado Ghost que solo Boruto podía ver y tras cada ataque robaba chakra.
- En el anime Mononoke, el boticario llega a pelear contra un Nue.
- En el anime CLANNAD, Sunohara desafía a Fuko a esculpir un Nue en un trozo de madera.
- En el juego para PlayStation 3 y Xbox 360 Final Fantasy XIII, Nue es una de las armas con forma de bumerán de Hope.
- En el manga Nurarihyon no Mago, el hijo de Hagoromo Gitsune es el Nue, quién a su vez es Abe no Seimei.
- En el juego LaTale producido por OGPlanet, Nue es una de las criaturas que aparecen en la cueva del Dragón Malicioso.
- En el manga Nagasarete Airantou, aparece la versión tierna de este ser mitológico, el cual Nue es el rival n.º 1 para obtener el título del Señor del Este, el cual posee un panda.
- En el anime Tayutama se hace referencia a un Nue como una de las tres creaturas liberadas, junto al fénix y el dragón, además de los tayutai.
- En el juego en línea de cartas japonesas Alteil, Nue es una carta de unidad tipo licántropo.
- En el juego Nioh el cuarto jefe al que se enfrenta el protagonista es un Nue.
- En el manga Yuragisō no Yūna-san aparece un híbrido entre humano y Nue que sirve a una Gran Tengu. Estos dos personajes atacan la posada donde viven los protagonistas.
- En el anime Tate no Yūsha no Nariagari basado en la novela ligera del mismo nombre Naofumi, Raphtalia y Filo se enfrentan a un nue que posee poderes eléctricos
- En el volumen 2 de Overlord (novela ligera), cuando están describiendo al "Rey Virtuoso del Bosque", Momon comienza a imaginar la apariencia de este, y llega a la conclusión de que se trata de un Nue.
- En el juego Fate/Grand Order, el jefe final de uno de los eventos se trata de un Nue.
- En el anime y manga Jujutsu Kaisen, Megumi Fushiguro posee un Nue como parte de sus invocaciones.